# Эллербек
Эллербек (нем. Ellerbek) — община в Германии, в земле Шлезвиг-Гольштейн. 
Входит в состав района Пиннеберг. Подчиняется управлению Пиннау.  Население составляет 4204 человека (на 31 декабря 2010 года). Занимает площадь 9,11 км².